# تان‌هینگ (کاماو)
تان‌هینگ  (به ویتنامی: Xã Tân Hưng) یک قصبه در ویتنام است که در استان کاماو واقع شده‌است.